# ایستگاه متروی های بارنت
ایستگاه متروی‌های بارنت (انگلیسی: High Barnet tube station) یکی از ایستگاه‌های خط شمالی متروی لندن است.
این ایستگاه که در ناحیه بارنت قرار دارد در سال ۱۸۷۲ میلادی تأسیس شده‌است.